# All-Ireland Senior Hurling Championship 1927
L'All-Ireland Senior Football Championship 1927 fu l'edizione numero 41 del principale torneo di hurling irlandese. Dublino batté in finale Cork, ottenendo il quinto titolo della sua storia.

## Formato
Si tennero solo i campionati provinciali di Leinster e Munster, i cui vincitori avrebbero avuto accesso diretto all'All-Ireland, dove avrebbe avuto accesso anche Galway, ammessa di diritto.

## Torneo
Leinster Senior Hurling Championship
| Tullamore 3 luglio 1927 Semifinale | Offaly | 1-1 – 5-6 | Kilkenny | O'Connor Park |

| Dublino 17 luglio 1927 Finale | Dublin | 7-7 – 4-6 | Kilkenny | Croke Park |

Munster Senior Hurling Championship
| Tralee 29 maggio 1927 Quarto di finale | Kerry | 1-1 – 9-7 | Cork | Austin Stack Park |

| Dungarvan 29 maggio 1927 Semifinale | Waterford | 6-5 – 8-1 | Clare | Fraher Field |

| Cork 3 luglio Quarto di finale | Limerick | 3-4 – 3-1 | Tipperary | Cork Athletic Grounds |

| Thurles 24 luglio Semifinale | Cork | 2-13 – 2-3 | Limerick | Thurles Sportsfield |

| Limerick 7 agosto Finale | Cork | 5-3 – 3-4 | Clare | Markets Field |

All-Ireland Senior Hurling Championship
| Thurles 21 agosto 1927 Semifinale | Cork | 5-6 – 0-2 | Galway | Thurles Sportsfield |

| Dublino 4 settembre 1927 Finale | Dublin                | 4-8 – 1-3 | Cork | Croke Park (23 684 spett.)\| Arbitro: \| D. Lanigan (Limerick) \| |
| Arbitro:                        | D. Lanigan (Limerick) |           |      |                                                                   |